# سالم عبد السلام الغريبي
سالم عبد السلام الغريبي هو مواطن ليبي اُعتقل خارج نطاق القانون في معتقل غوانتانامو الأمريكي في كوبا من 5 مايو 2002 حتى 4 أبريل 2016.
 ولد في 1 مارس 1961 في المملكة العربية السعودية.

## حياته الشخصية
وفقا لأندي ورثينجتون، مؤلف كتاب ملفات غوانتانامو، أن سالم الغريبي سافر للعيش في باكستان بعد هروبه من نظام معمر القذافي في ليبيا. وتزوج امرأة باكستانية، وأنجب العديد من الأطفال، وكان يعمل مدرسًا للعلوم في مدرسة ابتدائية.

## نقله إلى السنغال
في 4 أبريل 2016 تم نقله مع أخرين إلى السنغال.